# New York Film Critics Circle Award alla miglior attrice non protagonista
Il New York Film Critics Circle Award alla miglior attrice non protagonista (New York Film Critics Circle Award for Best Supporting Actress) è un premio assegnato annualmente dal 1969 dai membri del New York Film Critics Circle alla migliore interprete femminile non protagonista di un film distribuito negli Stati Uniti nel corso dell'anno.

## Albo d'oro

### Anni 1960
- 1969: Dyan Cannon - Bob & Carol & Ted & Alice

### Anni 1970
- 1970: Karen Black - Cinque pezzi facili (Five Easy Pieces)
- 1971: Ellen Burstyn - L'ultimo spettacolo (The Last Picture Show)
- 1972: Jeannie Berlin - Il rompicuori (The Heartbreak Kid)
- 1973: Valentina Cortese - Effetto notte (La Nuit américaine)
- 1974: Valerie Perrine - Lenny
- 1975: Lily Tomlin - Nashville
- 1976: Talia Shire - Rocky
- 1977: Sissy Spacek - Tre donne (3 Women)
- 1978: Maureen Stapleton - Interiors
- 1979: Meryl Streep - Kramer contro Kramer (Kramer vs. Kramer) eThe Seduction of Joe Tynan

### Anni 1980
- 1980: Mary Steenburgen - Una volta ho incontrato un miliardario (Melvin and Howard)
- 1981: Mona Washbourne - Stevie
- 1982: Jessica Lange - Tootsie
- 1983: Linda Hunt - Un anno vissuto pericolosamente (The Year of Living Dangerously)
- 1984: Christine Lahti - Swing Shift - Tempo di swing (Swing Shift)
- 1985: Anjelica Huston - L'onore dei Prizzi (Prizzi's Honor)
- 1986: Dianne Wiest - Hannah e le sue sorelle (Hannah and Her Sisters)
- 1987: Vanessa Redgrave - Prick Up - L'importanza di essere Joe (Prick Up Your Ears)
- 1988: Diane Venora - Bird
- 1989: Lena Olin - Nemici, una storia d'amore (Enemies, A Love Story)

### Anni 1990
- 1990: Jennifer Jason Leigh - Miami Blues e Ultima fermata Brooklyn (Last Exit to Brooklyn)
- 1991: Judy Davis - Barton Fink - È successo a Hollywood (Barton Fink) e Il pasto nudo (Naked Lunch)
- 1992: Miranda Richardson - La moglie del soldato (The Crying Game), Il danno (Damage) e Un incantevole aprile (Enchanted April)
- 1993: Gong Li - Addio mia concubina (Bàwáng Bié Jī)
- 1994: Dianne Wiest - Pallottole su Broadway (Bullets Over Broadway)
- 1995: Mira Sorvino - La dea dell'amore (Mighty Aphrodite)
- 1996: Courtney Love - Larry Flynt - Oltre lo scandalo (The People vs. Larry Flynt)
- 1997: Joan Cusack - In & Out
- 1998: Lisa Kudrow - The Opposite of Sex - L'esatto contrario del sesso (The Opposite of Sex)
- 1999: Catherine Keener - Essere John Malkovich (Being John Malkovich)

### Anni 2000
- 2000: Marcia Gay Harden - Pollock
- 2001: Helen Mirren - Gosford Park
- 2002: Patricia Clarkson - Lontano dal paradiso (Far from Heaven)
- 2003: Shohreh Aghdashloo - La casa di sabbia e nebbia (House of Sand and Fog)
- 2004: Virginia Madsen - Sideways - In viaggio con Jack (Sideways)
- 2005: Maria Bello - A History of Violence
- 2006:Jennifer Hudson - Dreamgirls
- 2007: Amy Ryan - Gone Baby Gone
- 2008: Penélope Cruz - Vicky Cristina Barcelona
- 2009: Mo'Nique - Precious

### Anni 2010
- 2010: Melissa Leo - The Fighter
- 2011: Jessica Chastain - The Help, Take Shelter e The Tree of Life
- 2012: Sally Field - Lincoln
- 2013: Jennifer Lawrence - American Hustle - L'apparenza inganna (American Hustle)
- 2014: Patricia Arquette - Boyhood
- 2015: Kristen Stewart - Sils Maria (Clouds of Sils Maria)
- 2016: Michelle Williams - Certain Women e Manchester by the Sea
- 2017: Tiffany Haddish - Il viaggio delle ragazze (Girls Trip)
- 2018: Regina King - Se la strada potesse parlare (If Beale Street Could Talk)
- 2019: Laura Dern - Piccole donne (Little Women) e Storia di un matrimonio (Marriage Story)

### Anni 2020
- 2020: Marija Bakalova - Borat - Seguito di film cinema (Borat Subsequent Moviefilm)
- 2021: Kathryn Hunter - Macbeth (The Tragedy of Macbeth)[2]
- 2022: Keke Palmer - Nope[3]
- 2023: Da'Vine Joy Randolph - The Holdovers - Lezioni di vita (The Holdovers)[4]
- 2024: Carol Kane – Between the Temples [5]